# Lik (distrikt i Bulgarien)
Lik (bulgariska: Лик) är ett distrikt i Bulgarien.   Det ligger i kommunen Obsjtina Mezdra och regionen Vratsa, i den västra delen av landet, 60 km nordost om huvudstaden Sofia.
I omgivningarna runt Lik växer i huvudsak lövfällande lövskog. Runt Lik är det ganska glesbefolkat, med 23 invånare per kvadratkilometer.